# Берг, Лев Семёнович
Лев Семёнович Берг (2 [14] марта 1876, Бендеры — 24 декабря 1950[…], Комарово) — русский и советский учёный-ихтиолог, географ (физико-географ, лимнолог, климатолог, геоморфолог, палеогеограф) и эволюционист (см. Номогенез), профессор (с 1917), президент Географического общества СССР (с 1940), академик АН СССР (с 1946), лауреат Сталинской премии (1951, посмертно).

## Биография
Лев Семёнович (в детстве — Симонович) Берг родился 2 (14) марта 1876 года в уездном городе Бендеры (Бессарабская губерния), в еврейской семье. Его отец Симон Григорьевич Берг (родом из Одессы) был нотариусом; мать Клара (Хая) Львовна Бернштейн-Коган (25 июня 1855, Кишинёв — 1927, Санкт-Петербург) — домохозяйкой. У него были младшие сёстры Мария (18 апреля 1878) и София (23 декабря 1879). Семья жила в доме на Московской улице.

### Образование
В 1885—1894 годах учился в Кишинёвской 2-й гимназии, которую окончил с золотой медалью. В 1894 году крестился в лютеранство для получения права на высшее образование в пределах Российской империи.
В 1894 году поступил на естественное отделение физико-математического факультета Императорского Московского университета, которое успешно окончил в 1898 году.
В 1897 году была опубликована его статья «Выкормка шелковицей червей, происходящих из скорцонеровой грены». Дипломная работа Л. С. Берга «Дробление и образование парабласта у щуки» была удостоена золотой медали университета и была шестой печатной работой талантливого юноши.

### Ихтиология
После окончания университета работал в Министерстве сельского хозяйства инспектором рыбных промыслов.

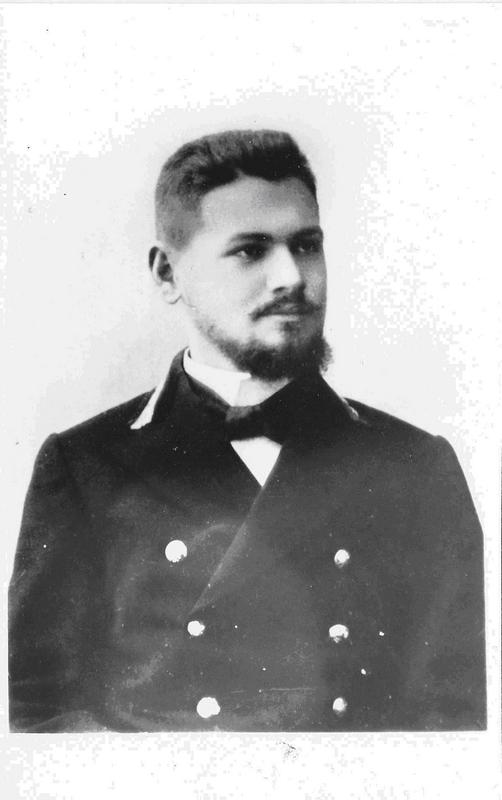
Л. С. Берг, 1901

В 1899—1902 годах — смотритель рыбных промыслов на Аральском море и низовьях Сырдарьи. В1900 году в Петербурге Берг опубликовал отчёт в адрес управления земледелия и государственных имуществ Туркестанского края под названием «Рыбы и рыболовство в устьях Сырдарьи и Аральского моря», где подробно указывал места рыболовства, названия разновидностей рыб, описал организацию промыслов, орудия и способы лова и хранения рыбы, условия найма рабочих предпринимателями («сдатчиков», «половинщиков»).
В 1903 году десять месяцев провёл в Норвегии, совершенствуясь в методах морских исследований в океанографической лаборатории в Бергене.
В 1903—1904 годах — смотритель рыбных промыслов среднего течения Волги. Здесь Берг заведовал четвёртым участком, с центром в Казани, простирающимся от Ветлуги до Камы, включая притоки Свиягу и Казанку. Жил в Казани. В подробном отчёте департаменту земледелия о работе на Волге есть специальный раздел о рыбах, где Бергом были описаны 45 видов, в том числе знаменитая волжская стерлядь.
С ноября 1904 по ноябрь 1913 года — заведующий отделом рыб Зоологического музея Императорской Петербургской академии наук. В 1909 году был удостоен степени доктора географии за диссертацию «Аральское море».

### Преподавательская работа
С июля 1910 по сентябрь 1913 года — приват-доцент Императорского Санкт-Петербургского университета. В 1913 году был делегатом от Русского географического общества на Международной конференции (Австрия) по изучению ледников Тироля.
В 1913—1914 годах исполнял должность профессора ихтиологии и гидрологии в Московском сельскохозяйственном институте.
С января 1917 — профессор кафедры физической географии Петроградского, а затем Ленинградского государственного университета.
В 1918—1925 годах — профессор географии в Географическом институте в Петрограде (Ленинграде). С 1922 по 1934 год заведовал отделом прикладной ихтиологии Института опытной агрономии.

### АН СССР
В 1926 году в составе делегации Академии наук СССР посетил Японию.
14 января 1928 года был избран членом-корреспондентом АН СССР, Отделение физико-математических наук (по разряду биологическому).
В 1934—1950 годах — заведующий лабораторией ископаемых рыб Зоологического института АН СССР в Ленинграде. В 1934 году без защиты диссертации удостоен степени доктора зоологии.
С 1940 года — президент Географического общества СССР.
30 ноября 1946 года был избран академиком АН СССР, Отделение геолого-географических наук (зоология, география).
Его дочь вспоминала

В 1946 году на одно место по Географическому отделению были выдвинуты два кандидата — Берг и Баранский, но Баранский от избрания отказался. «Никто не может быть академиком, если Берг не академик», — написал этот удивительный человек в Президиум Академии наук… Но Баранский понёс кару за своё отречение. Он не был избран никогда.
В 1948—1950 годах — председатель Ихтиологической комиссии АН СССР.
Много лет[уточнить] редактировал журналы «Природа», «Известия Государственного гидрологического института», «Известия Всесоюзного географического общества» и «Записки Всесоюзного географического общества».

### Последние годы жизни
Последние два года жизни жил под Ленинградом, в поселке Комарово.
Скончался 24 декабря 1950 года в Ленинграде. Похоронен на Литераторских мостках Волковского кладбища (участок 3, ряд 45, могила 2). Надгробие (скульптор В. Я. Боголюбов, архитектор М. А. Шепилевский) создано в 1954 году.

## Семья

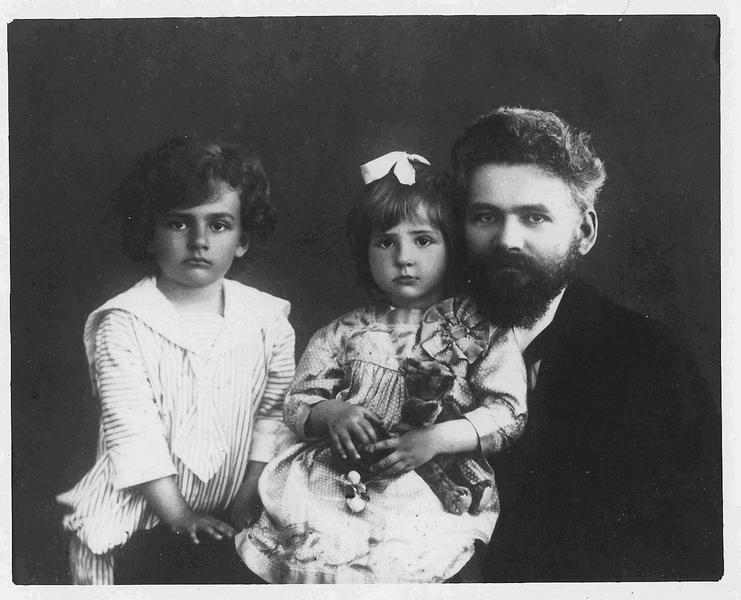
Л. С. Берг с детьми: слева — Симон (1911), на коленях — Рая (1913), 1916 год

Первая жена (1911—1913) — Паулина Адольфовна Катловкер (27 марта 1881—1943), младшая сестра издателя Б. А. Катловкера.
- Сын — Симон Львович Берг (23 октября 1911, Санкт-Петербург — 17 ноября 1970), географ, морской офицер[15].
- Дочь — Раиса Львовна Берг (27 марта 1913 — 1 марта 2006), генетик, литератор, доктор биологических наук.

В 1922 году Л. С. Берг второй раз женился на преподавателе Петроградского педагогического института Марии Михайловне Ивановой.
Тётя — Анна Львовна Бернштейн-Коган (1840—1928), была замужем за потомственным почётным гражданином, провизором Яковом Ильичём Выводцовым (братом анатома и хирурга Д. И. Выводцева).
- Двоюродный брат — Лев Рудольфович Коган, литературовед, пушкинист. Двоюродная сестра — Леонтина Яковлевна Выводцева (1862—?), была замужем за московским купцом первой гильдии Ильёй Евсеевичем Гуревичем[16][17].
- Троюродные братья — эсер М. Л. Коган-Бернштейн и экономико-географ С. В. Бернштейн-Коган; троюродная сестра — актриса М. Я. Бернштейн-Коган[18].

## Вклад в науку
Автор учебников, где обобщил данные по климатической зональности земного шара, описание ландшафтных зон СССР и сопредельных стран, создал учебник «Природа СССР».
Создатель современной физической географии, является основоположником ландшафтоведения, а предложенное им ландшафтное деление, дополненное, сохранилось до сих пор.
Автор почвенной теории образования лёсса. Его работы внесли существенный вклад в гидрологию, озероведение, геоморфологию, гляциологию, пустыноведение, учение о поверхностных осадочных горных породах, вопросы геологии[уточнить], почвоведения[уточнить], этнографии[уточнить], палеоклиматологии[уточнить].
Берг первым измерил температуру на разных глубинах Аральского моря, изучил течения, состав воды, геологическое строение и рельеф его побережий. Он установил, что на Арале образуются стоячие волны — сейши.
Берг является классиком мировой ихтиологии. Им описана рыбная фауна множества рек и озёр, предложена «системы рыб и рыбообразных, ныне живущих и ископаемых». В классическом труде «Аральское море. Опыт физико-географической монографии», вышедшем в свет в 1908 году, Берг дал полный список представителей флоры и фауны Арала, в который вошли: 110 видов одноклеточных и многоклеточных водорослей; шесть видов высших растений; 28 видов простейших; 55 видов многоклеточных беспозвоночных животных и 18 видов рыб.
Исследования по пресноводным рыбам обобщены в монографии «Рыбы пресных вод России» (1916; 4-е издание которой вышло под названием: «Рыбы пресных вод СССР и сопредельных стран», ч. 1—3, 1948—1949). В монографии описываются все пресноводные рыбы бассейнов Ледовитого океана в Европе и Азии, бассейна Тихого океана от Берингова моря до реки Тумень-ула (на границе с Кореей), бассейнов Балхаша, Аральского моря, рек Туркмении, бассейнов Каспийского, Чёрного и Балтийского морей.
Значителен вклад Берга в историю науки. Этой теме посвящены его книги об открытии Камчатки, экспедиции В. Беринга, теории дрейфа материков Е. Быханова, истории русских открытий в Антарктиде, деятельности Русского географического общества и пр.
Автор книги «Номогенез, или Эволюция на основе закономерностей» (1922), в которой провозгласил свою антидарвинистическую концепцию эволюции. Здесь он доказывает, что эволюция организмов — как растений, так и животных — происходит под воздействием внутренних, «автономических» причин, а причины внешние, «хорономические», в том числе и естественный отбор, играют свою роль, но второстепенную. Одним из примеров закономерной эволюции Л. С. Берг приводит иллюстрацию геометрической трансформации форм рыб и черепов человека и шимпанзе Дарси Томсона. По мнению В. И. Назарова, практически все постулаты номогенеза Берга в той или иной степени подтверждены данными современной науки и расцениваются в формирующейся недарвиновской модели эволюции как основополагающие. Его последователями считали себя такие учёные, как А. А. Любищев и С. В. Мейен. К современным приверженцам теории номогенеза относится, например, В. В. Иванов — лингвист, семиотик, антрополог, академик РАН (2000).

## Репрессии
Л. С. Берг подвергся общественным обвинениям за статью 1921 года и теорию номогенеза на заседании 19 марта 1931 года в Ленинградском университете. Его критиками был сделан вывод:

Берг показал полную неспособность понять действительность, он показал полное нежелание отказаться от своих объективно совершенно вредных теоретических установок. Он не выступил подобно проф. Мебусу с откровенным и честным признанием своих заблуждений и ошибок.

## Награды, премии и почётные звания
- 1898 — Диплом I степени Императорского Московского университета и золотая медаль за лучшую дипломную работу.
- 1902 — Малая золотая медаль РГО[23].
- 1909 — Золотая медаль имени П. П. Семёнова-Тян-Шанского Русского географического общества за книгу «Аральское море. Опыт физико-географической монографии»[23].
- 1910 — Премия им. Ахматова за сочинение «Рыбы бассейна Амура».
- 1915 — Большая золотая (Константиновская) медаль, высшая награда Русского географического общества, за исследования по географии и зоогеографии[23].
- 1915 — Почётный член МОИП.
- Два ордена Трудового Красного Знамени (10.06.1945; 13.03.1946).
- Медаль «За оборону Ленинграда» (1945) и Медаль «За доблестный труд в Великой Отечественной войне 1941—1945 гг.» (1946).
- Заслуженный деятель науки РСФСР (1934)
- 1936 — Золотая медаль Азиатского общества Индии за работы по ихтиологии Азии.
- 1951 — Сталинская премия первой степени (посмертно) — за научный труд «Рыбы пресных вод СССР и сопредельных стран» (1948—1949).
- 2020 — Звание «Почётный гражданин города Бендеры» (посмертно)[24].

## Основные труды
Основные работы:
- Рыбы Туркестана // Известия Турк. отд. РГО, т. 4. 16 + 261 с.
- Аральское море: Опыт физико-географической монографии // Известия Турк. отд. РГО, т. 5. вып. 9. 24 + 580 с.
- Рыбы (Marsipobranchii и Pisces). Фауна России и сопредельных стран. Т. 3, вып. 1. — СПб. — 336 с.
- Опыт разделения Сибири и Туркестана на ландшафтные и морфологические области // Сборник в честь 70-летия Д. Н. Анучина. — М., 1913.
- Рыбы (Marsipobranchii и Pisces). Фауна России и сопредельных стран. Т. 3, вып. 2. Пг. С. 337—704.
- Рыбы пресных вод Российской империи. — М. — 28 + 563 с.
- Бессарабия. Страна. Люди. Хозяйство. — Петроград: Огни, 1918. — 244 с. (книга содержит 30 фотографий и карту)
- Климат и жизнь. — Москва: Государственное издательство, 1922. — 196 с.
- Номогенез, или Эволюция на основе закономерностей. — Петербург: Государственное издательство, 1922. — 306 с.
- Очерки истории русской географической науки (вплоть до 1923 года). — Л.: Изд-во АН СССР, Гос. тип. им. Евг. Соколовой, 1929. — 152, [70] с. — (Труды Комиссии по истории знаний / АН СССР ; 4). — 1000 экз.
- Ландшафтно-географические зоны СССР. — Ч. 1. — М.—Л.: Сельхозгиз. — 401 с.
- Система рыбообразных и рыб, ныне живущих и ископаемых // Тр. Зоол. ин-та АН ССР. Т. 5, вып. 2. — С. 85—517.
- Открытие Камчатки и экспедиции Беринга 1725—1742 гг. — Л.: Изд-во Главсевморпути, 1935. — 411 с.: ил., к. — (Полярная библиотека)
- Открытие Камчатки и экспедиции Беринга 1725—1742 / Л. С. Берг; Академия наук СССР (АН СССР). — Москва; Ленинград: Изд-во АН СССР, 1946. — 379 с.: ил., карты
- Очерки по истории русских географических открытий / Л. С. Берг; Академия наук СССР (АН СССР). — Москва; Ленинград: Изд-во АН СССР, 1946. — 358 с.: ил., карты. — Научно-популярная серия (2-е изд., 1949)
- Ломоносов и гипотеза перемещения материков // Известия  Всесоюзного географического общества. — М.: Изд-во Академии наук СССР, 1947. — Т. № 1. — С. 91—92. — 2000 экз.
- (посмертно). Труды по теории эволюции, 1922—1930. — Л., 387 с.

## Память

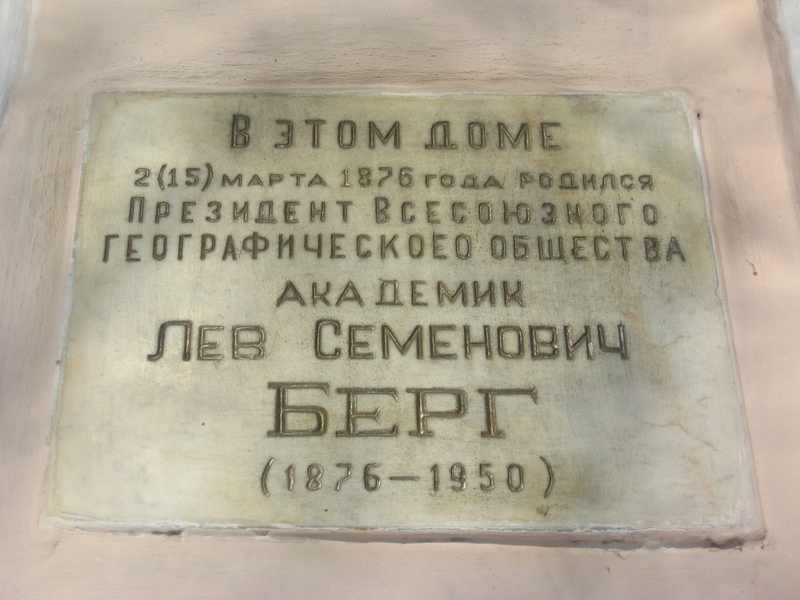
Памятная табличка на доме в Бендерах, в котором жил Берг

- На доме по адресу: проспект Маклина (Английский проспект — с 1994), д. 2, где в 1921—1941 и 1944—1950 годах жил Берг[26], в 1962 году была установлена мемориальная доска[27].
- В Музее землеведения МГУ (на 25-м этаже Главного здания) установлен бюст Л. С. Берга[28].
- Именем Л. С. Берга названы: вулкан на острове Уруп, пролив в Аральском море, пик на Памире, ледник на Памире, ледник и вершина на Джунгарском Алатау.
- В честь Л. С. Берга названы горы (горы Льва Берга) в Антарктиде (Земля Виктории, 69°12′ ю.ш., 156°10′ в.д., открыты и нанесены на карту в 1958 г., название присвоено не позднее 1959 г.)[29].
- В честь Л. С. Берга назван мыс Берга (море Лаптевых, Северная Земля, остров Октябрьской Революции, мыс открыт в 1913 году Гидрографической экспедицией Северного Ледовитого океана на ледокольных теплоходах «Таймыр» и «Вайгач»)[30].
- В честь Л. С. Берга назван мыс Берга (Баренцево море, Земля Франца-Иосифа, остров Земля Георга, название мысу присвоено советскими исследователями в 1953—1955 гг.)[30].
- В честь Л. С. Берга названа подводная гора (Охотское море, Курильские острова, 45°40′ с.ш., 148°50′ в.д., гора открыта и исследована в 1949—1955 гг. на научно-исследовательском судне «Витязь», тогда же присвоено название)[30].
- Имя Л. С. Берга присвоено Государственному НИИ озёрного и речного рыбного хозяйства[31].
- Имя учёного вошло в латинские названия более шестидесяти животных и растений, например, в его честь назван глубоководный скат.
- 28 февраля 1996 года в г. Бендеры одна из улиц микрорайона «Борисовка» была названа именем Берга.
- Имя Л. С. Берга присвоено лицею в г. Бендеры[32].

См.: Еврейская община города Бендеры#Л. С. Берг.